# 중국-필리핀 관계
중국-필리핀 관계는 두 국가가 1975년 7월에 외교 관계 수립에 합의하면서 시작되었다.

## 상세
과학 기술과 항해술 발전에 따라서 중국에 존재했던 명나라는 정화의 원정을 통해서 필리핀의 존재에 대해서 파악할 수 있었다. 16세기에 스페인이 필리핀을 식민지로 삼은 이후에도 광둥성과 푸젠성 출신 중국인들이 고국을 떠나 필리핀에 정착하였다. 이 당시 루손섬에 거주하고 있었던 중국인들을 스페인 거주민들이 학살하는 필리핀 중국인 학살 사건이 발생한 적도 있다. 두 국가의 관계는 지도자들에 의해 큰 영향을 받았다. 대표적으로 글로리아 마카파갈 아로요 대통령과 로드리고 두테르테 대통령 시절 중국과 관계가 매우 좋았으나, 현재 봉봉 마르코스 대통령 시기에는 과거와 같지는 않다.

### 남중국해와 스프래틀리 군도
두 국가는 남중국해의 영토 분쟁의 당사자 국가들이며, 특히 스프래틀리 군도의 영유권에 대해서 갈등을 빚었다. 필리핀 대 중국 사건에서 보여지듯이, 양측의 의견 충돌이 해소되지 못하자 필리핀은 상설중재법원에 중국을 제소하였으며, 필리핀에게 유리한 판결을 받게 되었다.

### 앨리스 궈 간첩 논란
필리핀 화교라고 알려져 있었던  타를라크주 방반 시장 앨리스 궈가 중국 국적이며, 중국 정부를 위해 간첩 행위를 했다는 사실이 밝혀지면서 논란이 되기도 하였다.

### 대만 문제
필리핀은 대만과 지리적으로 매우 가깝게 위치하고 있기 때문에 대만 문제에 있어서 예의 주시하고 있다. 필리핀은 직접적인 행동을 취하지는 않으나, 미국, 일본과 안보 협력 및 국방력 강화를 통해서 간접적으로 준비하고 있다. 이는 필리핀 내 미군 기지를 추가적으로 설치하고, 발리카탄 연합훈련을 통해서 강화되고 있다.